# Thomas Dempster
Pour les articles homonymes, voir Dempster.
Thomas Dempster est né le 23 août 1579 à Cliftbog Castle (près d'Aberdeen) et mort le 6 septembre 1625 à Bologne, est un savant écossais.

## Biographie
Thomas Dempster est né à Cliftbog Castle (près d'Aberdeen) en 1579. Il étudie à Paris, à Louvain et à Rome au séminaire pontifical, puis il repart pour l’Écosse où il écrit un pamphlet contre la reine britannique Élisabeth Ire.
Il quitte alors à nouveau l’Écosse pour aller enseigner à Nîmes et en Espagne. Ensuite, il s'installe à Toulouse d'où il part à la demande de Cosme II de Médicis qui lui confie un poste de professeur de droit civil à l'université de Pise. Durant son engagement auprès de Cosme II de Médicis, il fait de nombreuses recherches sur les Étrusques entre 1616 et 1619. C'est avec son œuvre De Etruria Regali Libri Vii qu'il lance le début de la Renaissance étrusque et la mode de l'étruscomanie, notamment chez les Anglais au cours du XVIIIe siècle.
Dans toutes les villes où il a séjourné, il était connu pour ses connaissances, mais aussi pour les nombreux duels qu'il provoquait. Alors qu'il est professeur à l'université de Bologne, il meurt en 1625 d'une fièvre.

## Œuvres

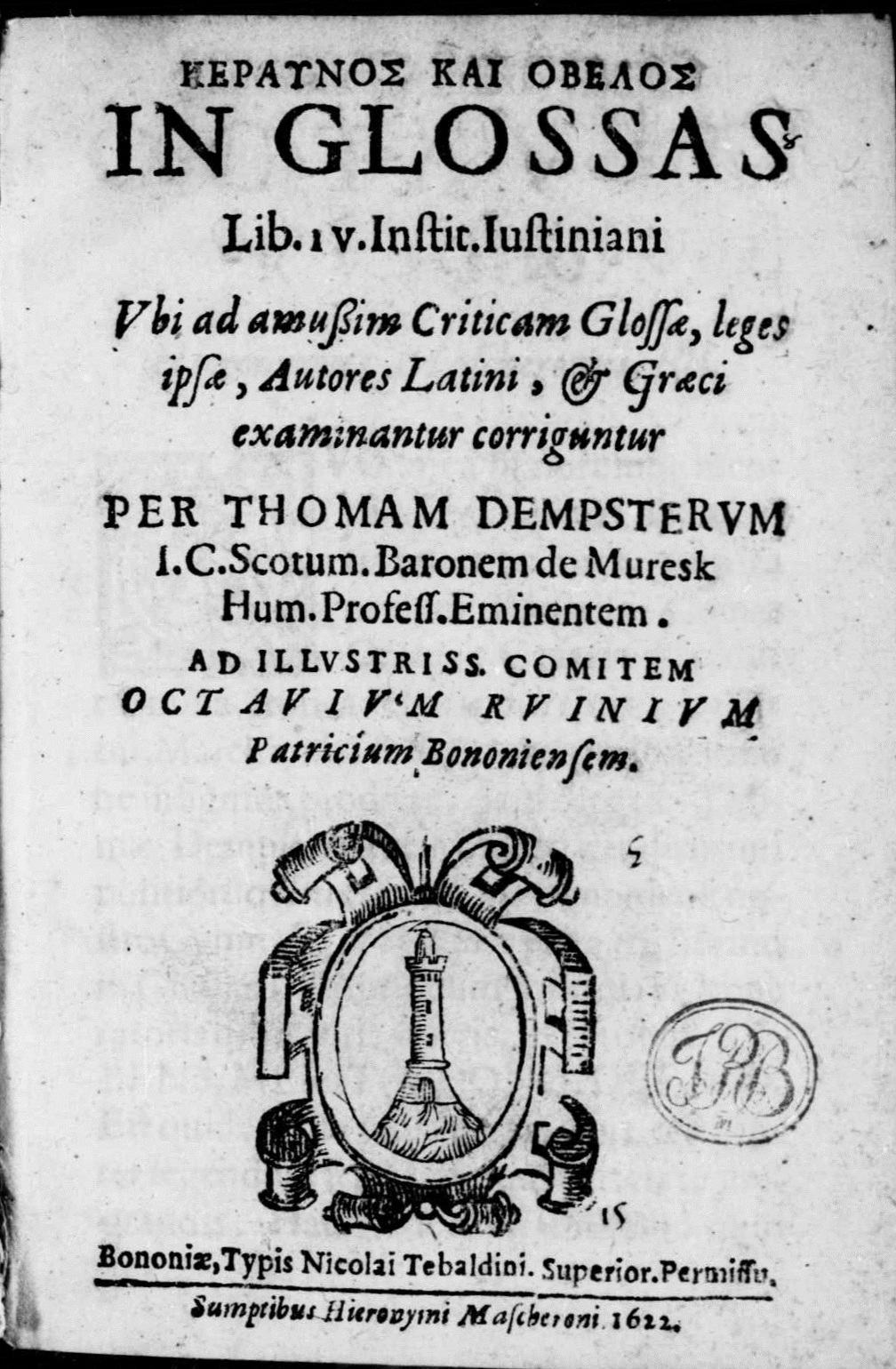
Keraunos kai obelos in glossas librorum quatuor Institutionum, 1622

- (la) De Etruria Regali libri VII (lire en ligne)
- (la) Antiquitatum romanarum corpus post Rosinum, 1613
- (la) Apparatum ad historiam scoticam, 1622
- (la) Keraunos kai obelos in glossas librorum quatuor Institutionum, Bologne, Nicolò Tebaldini, 1622 (lire en ligne)
- (la) Historia ecclesiastica gentis Scotarum, Bologne, 1627 (lire en ligne), p. 408